# Noachis Terra
La Noachis Terra è una struttura geologica della superficie di Marte.